# Ulica 11 Listopada w Grodzisku Mazowieckim
Ulica 11 Listopada – deptak i reprezentacyjna ulica w Grodzisku Mazowieckim. Ulica jest położona w centrum miasta i rozpoczyna się przy ulicy 1 Maja, w pobliżu stacji kolejowej, kończy przy ulicach 17 Stycznia oraz Spółdzielczej w pobliżu Placu Wolności. Dawniej ulica była główną ulicą miasta.

## Historia

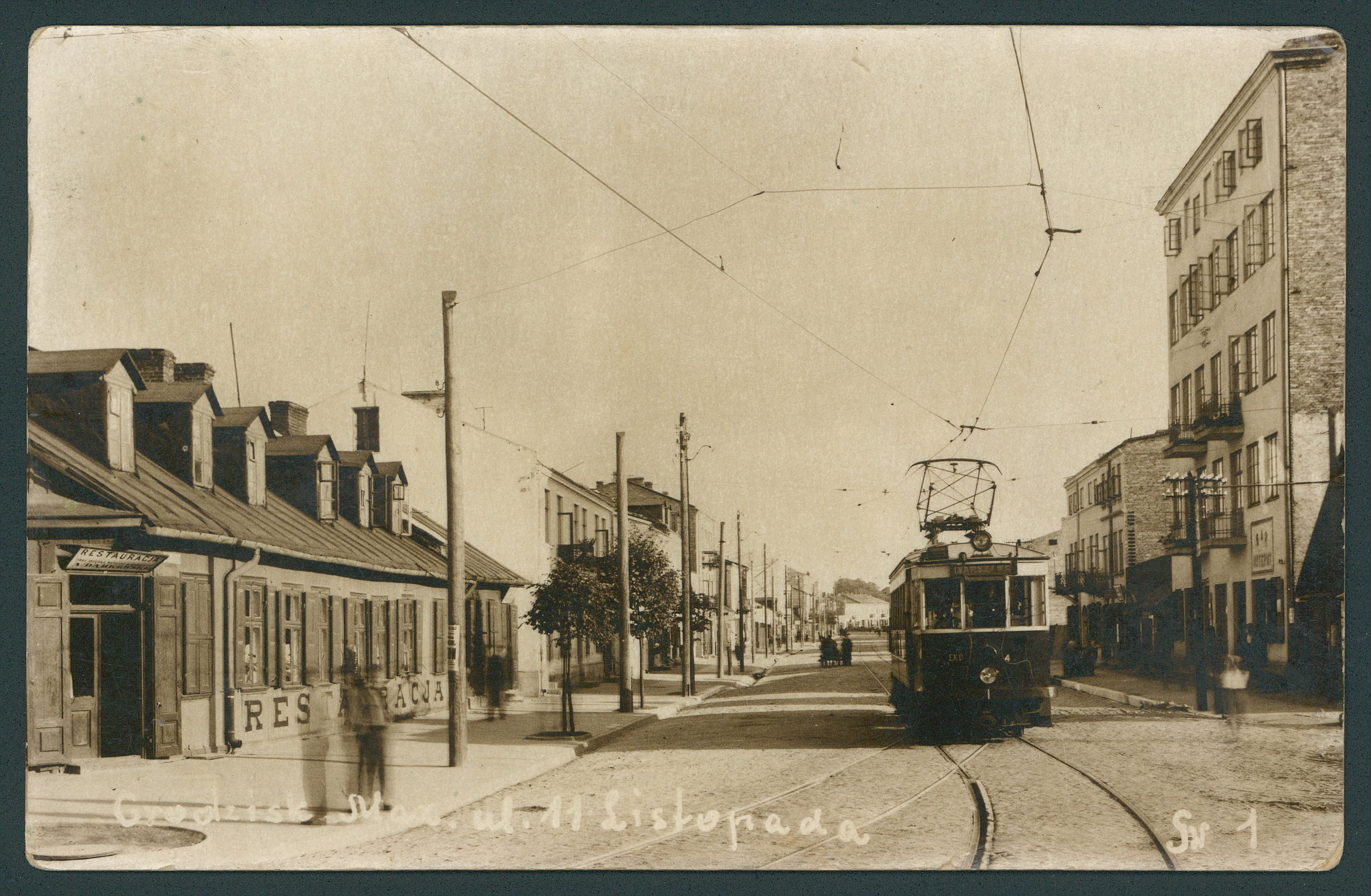
Ulica w 1937 roku

Dawniej ulica nosiła nazwę „Błońska” i stanowiła element traktu Rawa Mazowiecka – Mszczonów – Grodzisk Mazowiecki – Błonie. Pod koniec XV wieku ulica zaczęła pełnić funkcję centrum miasta, a wzdłuż niej powstała zabudowa miejska i funkcjonowało targowisko. 
W XX wieku ulica otrzymała nazwę „Niepodległości”. W latach 30. XX w. wybudowano tor kolejki elektrycznej EKD i przystanek. Kolejka kursowała wzdłuż ulicy do roku 1966, później do lat 90. XX w. ulicą poruszały się samochody. Na początku ostatniego dziesięciolecia XX wieku ulicę przebudowano na deptak i otrzymała ona swoją obecną nazwę.
Obecnie (2022) planowana jest modernizacja grodziskiego deptaka, podczas której ma zostać zwiększona ilość zieleni wzdłuż ulicy.

## Obiekty przy ulicy
Przy ulicy znajduje się wiele punktów handlowo-usługowych oraz gastronomicznych. Ciekawszymi obiektami przy ulicy są Pomnik Józefa Chełmońskiego oraz utworzona w 2008 roku uliczna galeria twórczości Chełmońskiego.

## Galeria

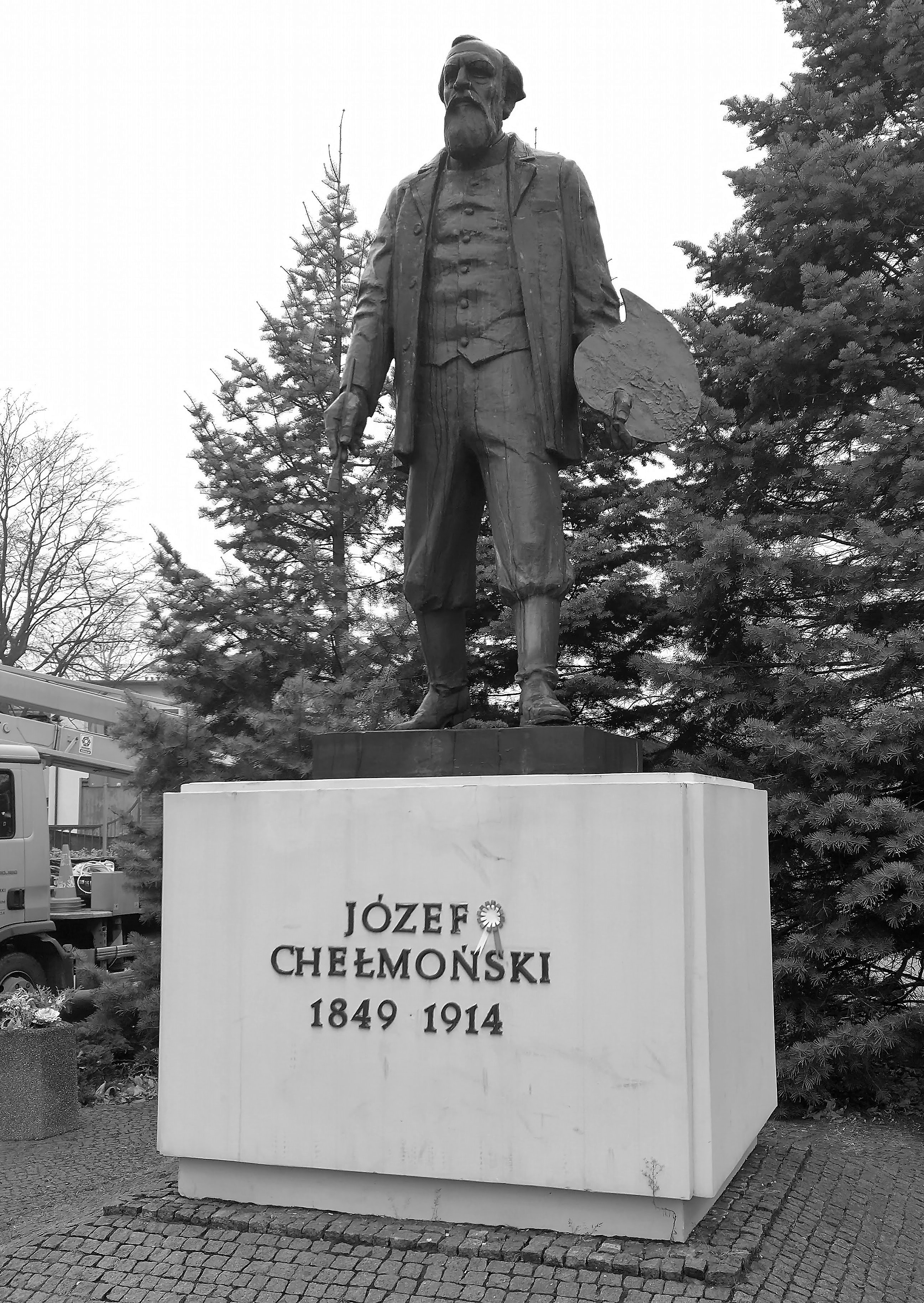
Pomnik Józefa Chełmońskiego
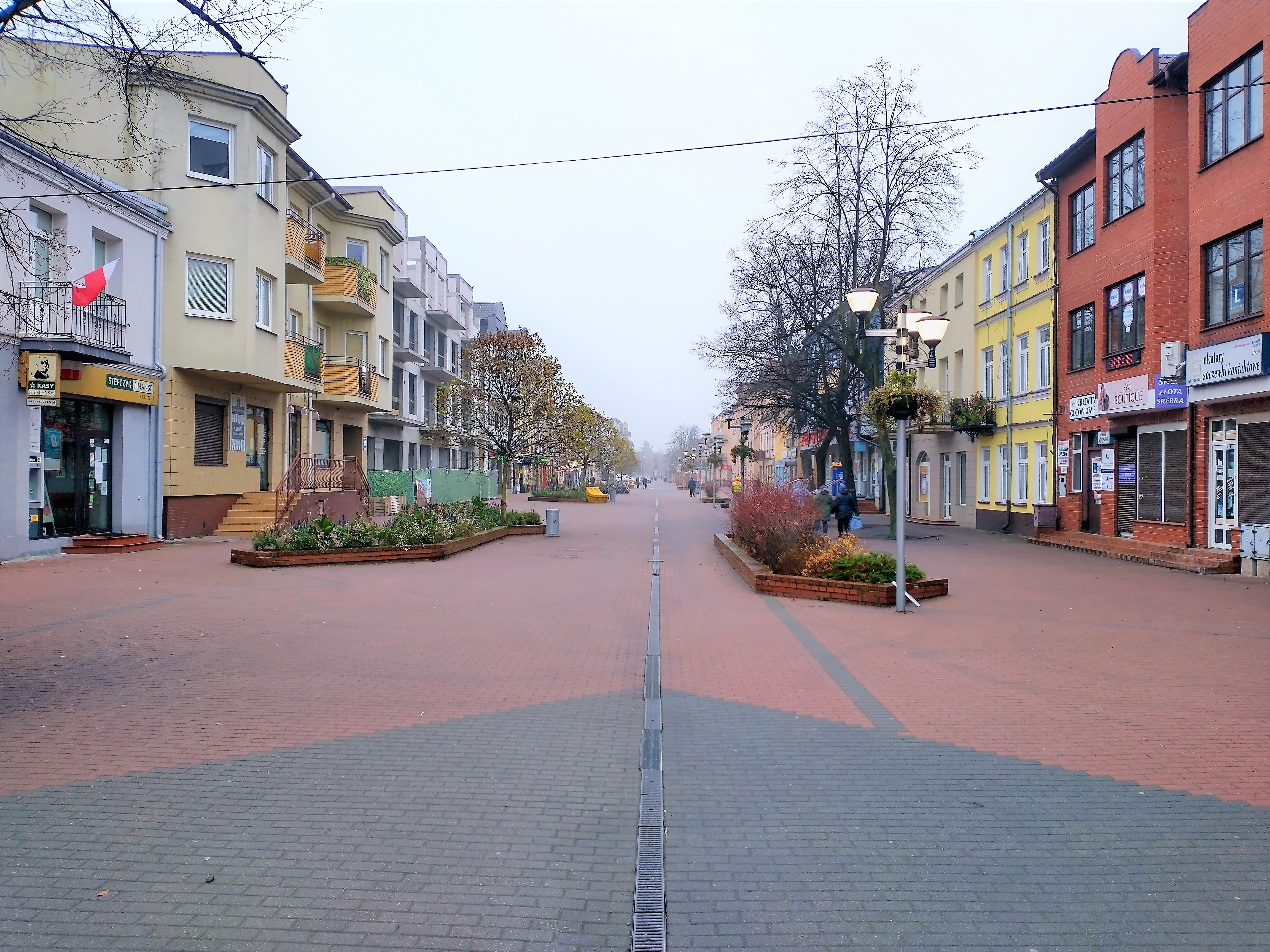
Ulica 11 Listopada, widok w kierunku Placu Wolności
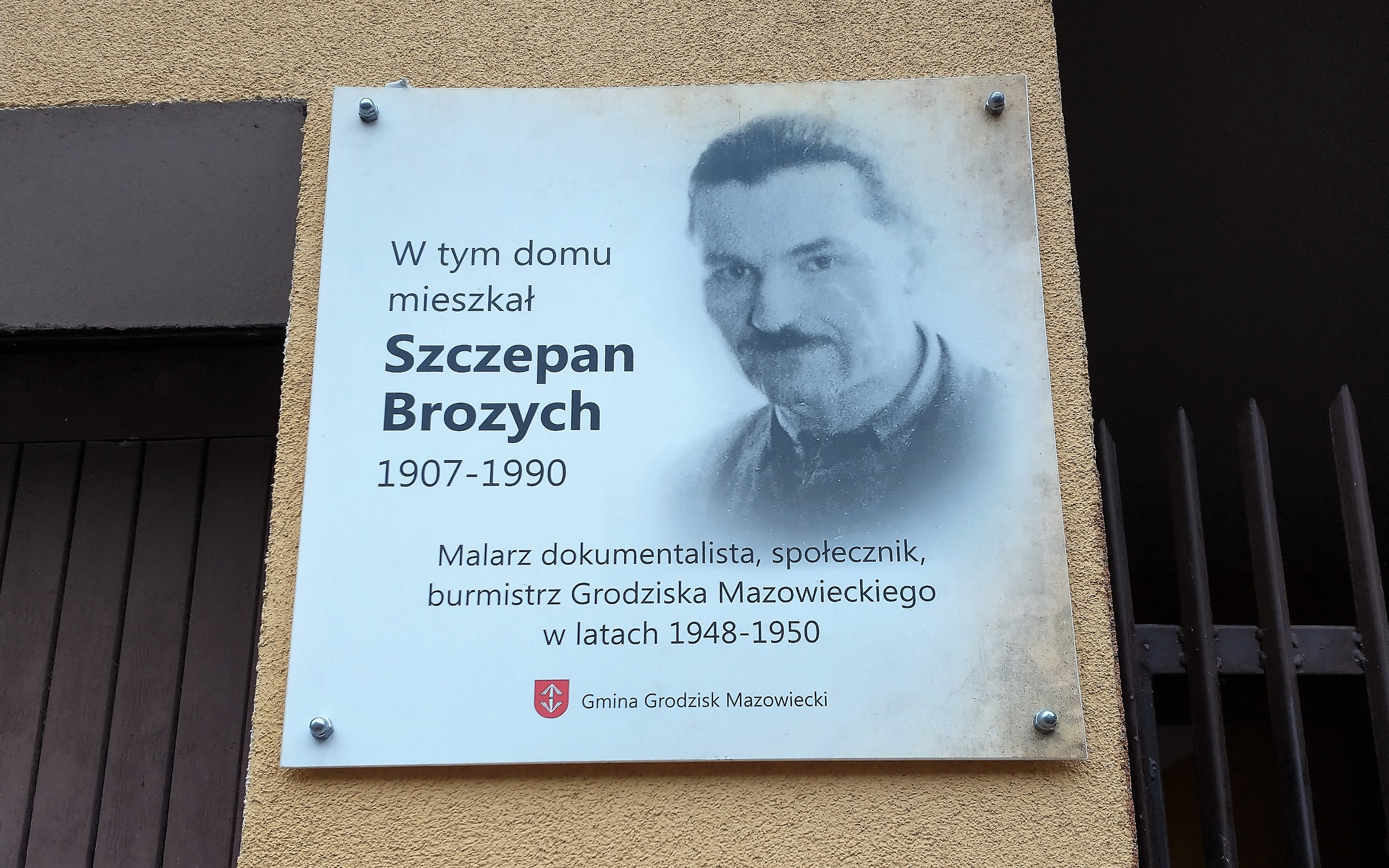
Tabliczka pamiątkowa na domu Szczepana Brozycha
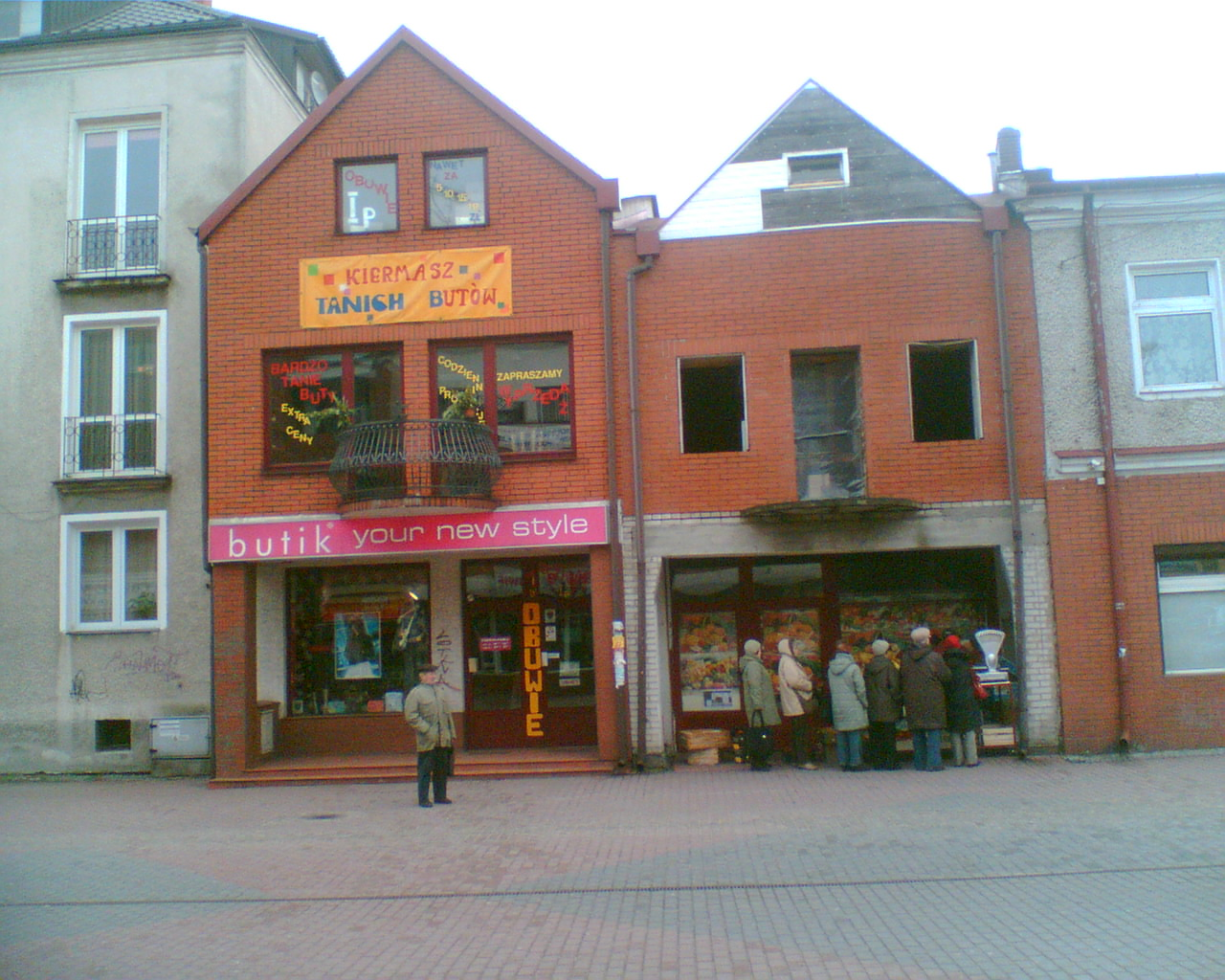
Budynki handlowo-usługowe w 2008 roku
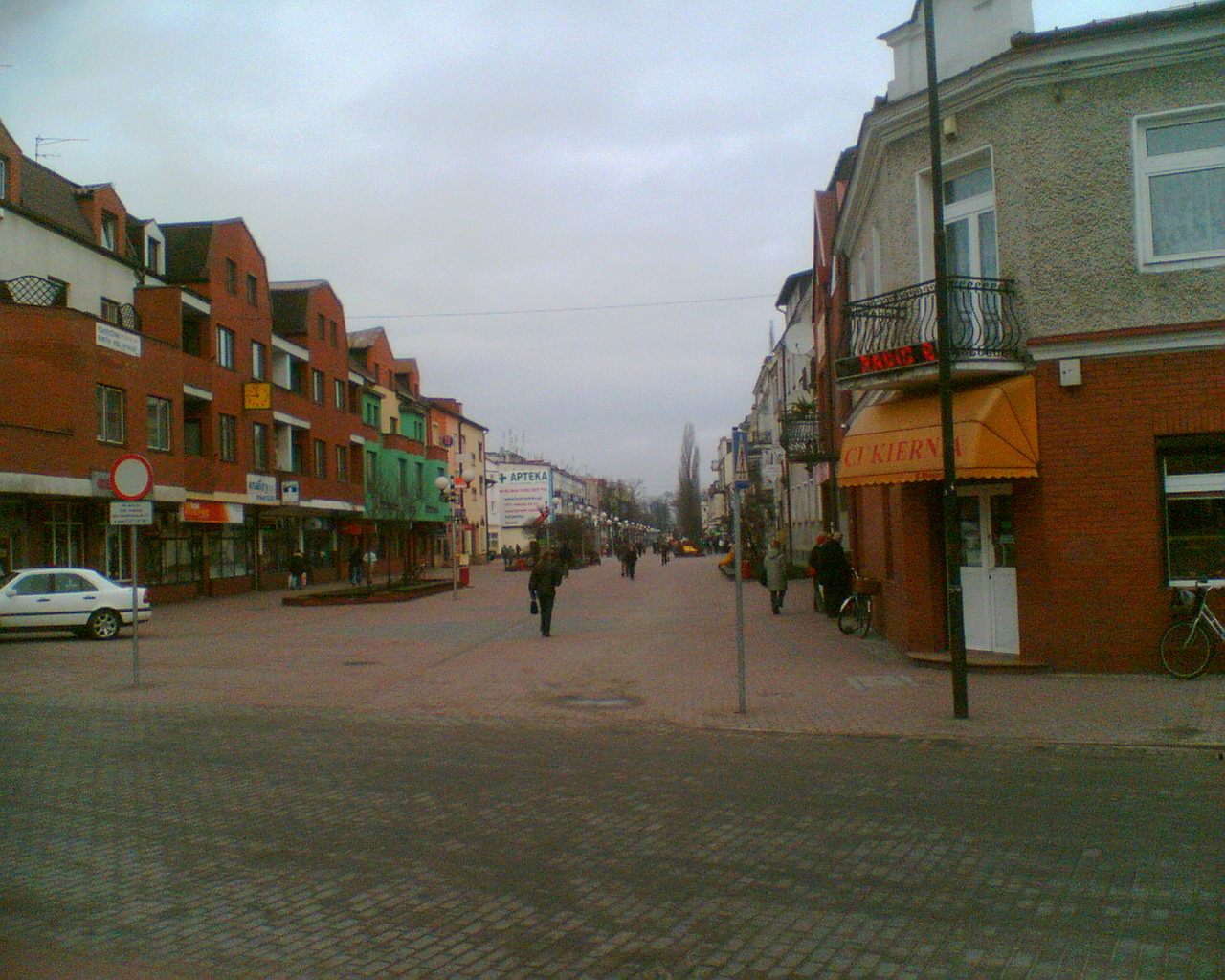
Deptak w 2008 roku